# Graham Cawthorne
Graham John Cawthorne (sinh ngày 30 tháng 9 năm 1958) là một cầu thủ bóng đá người Anh thi đấu ở vị trí hậu vệ.